# Ecovias
Concessionária Ecovias dos Imigrantes або Ecovias — дочірня компанія Grupo C.R. Almeida в штаті Сан-Паулу, що керує мережею з кількох автодоріг штату, яку отримала 27 травня 1998 року терміном на 20 років згідно з програмою уряду штату передачі подібних функцій приватним підпріємствам. Зокрема у веденні Ecovias знаходяться дороги між містом Сан-Паулу і агломерацією Байшада-Сантіста:
- Шосе Анш'єта (SP-150), від позначки 9,7 км (Сан-Паулу) до позначки 65,6 км (Сантус);
- Шосе Іммігрантів (SP-160), від позначки 11,4 км (Сан-Паулу) до позначки 70,0 км (Прая-Гранді);
- Шосе Антоніу Карлуса Мораїса (SP-41), від позначки 0 км (Сан-Бернарду-ду-Кампу) до позначки 8 км (Сан-Бернарду-ду-Кампу);
- Шосе Конего Доменіку Рангоні (SP-55) (раніше Піасагера-Гуаружа), від 248,0 км (Бертіога) до 270,0 км (Кубатан);
- Шосе Маноела да Нобреги (SP-55) (раніше Педру Такеса), від 270,0 км (Кубатан) до 292,0 км (Прая-Гранді).

| Бразилія | Це незавершена стаття з географії Бразилії. Ви можете допомогти проєкту, виправивши або дописавши її. |

1. ↑  http://www.bmfbovespa.com.br/pt_br/produtos/listados-a-vista-e-derivativos/renda-variavel/empresas-listadas.htm?codigo=19453